# العلاقات البنمية السورينامية
العلاقات البنمية السورينامية هي العلاقات الثنائية التي تجمع بين بنما وسورينام.

## مقارنة بين البلدين
هذه مقارنة عامة ومرجعية للدولتين:
| وجه المقارنة                                              | بنما                      | سورينام                        |
| --------------------------------------------------------- | ------------------------- | ------------------------------ |
| المساحة (كم2)                                             | 74.18 ألف                 | 163.27 ألف                     |
| عدد السكان (نسمة)                                         | 4.10 مليون                | 563.40 ألف                     |
| الكثافة السكانية (ن./كم²)                                 | 55.27                     | 3.45                           |
| العاصمة                                                   | بنما                      | باراماريبو                     |
| اللغة الرسمية                                             | اللغة الإسبانية           | اللغة الهولندية                |
| العملة                                                    | بالبوا بنمي، دولار أمريكي | دولار سورينامي، غيلدر سورينامي |
| الناتج المحلي الإجمالي (بليون دولار)                      | 61.84 مليار               | 3.32 مليار                     |
| الناتج المحلي الإجمالي (تعادل القوة الشرائية) بليون دولار | 87.37 مليار               | 9.07 مليار                     |
| الناتج المحلي الإجمالي الاسمي للفرد دولار أمريكي          | 13.27 ألف                 | 9.48 ألف                       |
| الناتج المحلي الإجمالي للفرد دولار أمريكي                 | 20.89 ألف                 | 16.64 ألف                      |
| مؤشر التنمية البشرية                                      | 0.780                     | 0.714                          |
| رمز المكالمات الدولي                                      | +507                      | +597                           |
| رمز الإنترنت                                              | .pa                       | .sr                            |
| المنطقة الزمنية                                           | 00                        | 00                             |

## منظمات دولية مشتركة
يشترك البلدان في عضوية مجموعة من المنظمات الدولية، منها:
| علم المنظمة | اسم المنظمة                                                          | تاريخ انضمام بنما | تاريخ انضمام سورينام |
| ----------- | -------------------------------------------------------------------- | ----------------- | -------------------- |
|             | يونسكو                                                               | 10 يناير 1950     | 16 يوليو 1976        |
|             | مؤسسة التمويل الدولية                                                | 20 يوليو 1956     | 1 سبتمبر 2011        |
|             | منظمة حظر الأسلحة الكيميائية                                         | ?                 | ?                    |
|             | منظمة التجارة العالمية                                               | ?                 | ?                    |
|             | وكالة حظر الأسلحة النووية في أمريكا اللاتينية ومنطقة البحر الكاريبي ‏ | ?                 | ?                    |
|             | وكالة ضمان الاستثمار متعدد الأطراف                                   | 21 فبراير 1997    | 2 يوليو 2003         |
|             | الاتحاد البريدي العالمي                                              | ?                 | ?                    |
|             | منظمة الشرطة الجنائية الدولية                                        | ?                 | ?                    |
|             | الأمم المتحدة                                                        | 13 نوفمبر 1945    | 4 ديسمبر 1975        |
|             | الاتحاد الدولي للاتصالات                                             | 14 يوليو 1914     | 15 يوليو 1976        |
|             | البنك الدولي للإنشاء والتعمير                                        | 14 مارس 1946      | 27 يونيو 1978        |

## وصلات خارجية
- موقع وزارة الخارجية البنمية
- موقع وزارة الخارجية السورينامية